# Czubacz hełmiasty
Czubacz hełmiasty (Pauxi pauxi) – gatunek dużego ptaka z rodziny czubaczy (Cracidae). Zasiedla północną część Ameryki Południowej. Narażony na wyginięcie.

## Systematyka
Wyróżniono dwa podgatunki P. pauxi:
- czubacz hełmiasty (P. pauxi pauxi) – północno-wschodnia Kolumbia do północno-środkowej i zachodniej Wenezueli.
- czubacz ubogi (P. pauxi gilliardi) – góry Serranía de Perijá.

## Morfologia
Długość ciała do 91 cm, masa ciała: samce do 3,6 kg, samice do 2,6 kg. Obie płci są czarne z białym brzuchem i końcówką ogona. Jaskrawoczerwony dziób ozdobiony jest sporą naroślą w kształcie gruszki w kolorze intensywnie niebieskim. Jest w środku pusta, więc nie obciąża głowy ptaka. Funkcją tej ozdoby jest oznaczenie terytorium.

## Ekologia i zachowanie
Zamieszkuje subtropikalne lasy mgliste w stromych, górzystych regionach na wysokościach od 500 do 2200 m n.p.m. (przeważnie 1000–1500 m n.p.m.); preferuje wilgotne wąwozy z gęstym runem leśnym. Unika skrajów lasu.
W okresie toków samiec zajmuje miejsce na gałęzi i wydaje dudniący głos, wzmacniany przez specjalnie wydłużoną i pogrubioną tchawicę. Słychać go z odległości ponad kilometra. Ptaki te zakładają gniazda zrobione ze splecionych ze sobą gałęzi i liści na drzewach, a pisklęta już po kilku godzinach potrafią dobrze latać.
Pożywienia poszukują z reguły na ziemi, choć starają się także dosięgać owoców i nasion, zawieszonych w koronach drzew. Często zjadają soczyste liście, kwiaty, pisklęta zjadają również owady, a nawet niewielkie gady.
Spłoszone siadają na gałęziach, tam także spędzają noc. Głównym wrogiem tych ptaków są duże ptaki drapieżne i oceloty, obecnie największym zagrożeniem dla tego gatunku jest człowiek.

## Status
Międzynarodowa Unia Ochrony Przyrody (IUCN) uznaje czubacza hełmiastego za gatunek narażony (VU – Vulerable). Liczebność populacji szacuje się na 3500-12500 dorosłych osobników. Trend liczebności populacji uznaje się za spadkowy. Główne zagrożenia dla gatunku to polowania oraz niszczenie, fragmentacja i modyfikacja jego siedlisk, głównie poprzez wylesianie. Czaszki wraz z naroślami wywieszane są przez Indian na honorowym miejscu przed wejściem do domostwa, a ich liczba jest symbolem statusu jej mieszkańca.